# 여자가 타락하는 이유
"여자가 타락하는 이유"(The Reason Behind A Woman's Fall)는 한국에서 제작된 김정철 감독의 1996년 영화이다. 소비아 등이 주연으로 출연하였고 손영호 등이 제작에 참여하였다.

## 출연

### 주연
- 소비아
- 민복기
- 신성하

### 조연
- 유영국
- 이대갑
- 박남현
- 여재하
- 김희대
- 유미영
- 신신범
- 백민
- 조영이

## 기타
- 조명: 김수남
- 조명: 김윤덕